# Tłuszcz (gemeente)
De gemeente Tłuszcz is een stad- en landgemeente in het Poolse woiwodschap Mazovië, in powiat Wołomiński.
De zetel van de gemeente is in Tłuszcz.
Op 30 juni 2004 telde de gemeente 18 371 inwoners.

## Oppervlakte gegevens
In 2002 bedroeg de totale oppervlakte van gemeente Tłuszcz 102,83 km², waarvan:
- agrarisch gebied: 67%
- bossen: 15%

De gemeente beslaat 10,76% van de totale oppervlakte van de powiat.

## Demografie
Stand op 30 juni 2004:
| Omschrijving                   | Totaal | Totaal | Vrouwen | Vrouwen | Mannen | Mannen |
| ------------------------------ | ------ | ------ | ------- | ------- | ------ | ------ |
| eenheid                        | aantal | %      | aantal  | %       | aantal | %      |
| inwoners                       | 18 371 | 100    | 9299    | 50,6    | 9072   | 49,4   |
| bevolkingsdichtheid (inw./km²) | 178,7  | 178,7  | 90,4    | 90,4    | 88,2   | 88,2   |

In 2002 bedroeg het gemiddelde inkomen per inwoner 1097,34 zł.

## Plaatsen
Balcery, Białki, Borki, Brzezinów, Brzeziny, Budziska, Budziszewo, Choszczowe, Chrzęsne, Cichów, Dębionka, Dzięcioły, Edmundów, Fiukały, Franciszków, Franciszków-Kolonia, Górki, Grabów, Jadwinin, Jarzębia Łąka, Jasienica, Jasienica-Kolonia, Jaźwie, Kazimierzówka, Kobiel, Kolonia Chrzęsne, Konary, Kostusin, Kozły, Kątniki-Kolonia, Kurówka, Kury, Łysobyki, Malcowizna, Marianów, Miąse, Moczydło, Mokra Wieś, Okrąg, Ołdaki, Pawłów, Piętczyzna, Postoliska, Pólko, Rudniki, Rysie, Stasinów, Stryjki, Szczepanek, Szymanówek, Wagan, Waganka, Wilczeniec, Wólka Kozłowska, Zakrzewie, Zalesie, Zapole, Zienkiewiczów, Złodziejka, Żoliboż.

## Aangrenzende gemeenten
Dąbrówka, Jadów, Klembów, Poświętne, Strachówka, Zabrodzie

## Bibliografia
- Robert Szydlik, Wincenty Szydlik, Krzysztof Nowak, Tłuszcz. Studia z dziejów, Tłuszcz 2003.
- Robert Szydlik, Wincenty Szydlik, Tłuszcz. Studia en szkice z dziejów, Tłuszcz 2004.